# Sigmodon inopinatus
Sigmodon inopinatus é uma espécie de roedor da família Cricetidae.
Apenas pode ser encontrada no Equador.